# Чапля суматранська
Чапля суматранська (Ardea sumatrana)  — вид лелекоподібних птахів родини чаплевих (Ardeidae), що належить до роду Чапля (Ardea). Поширена в Південно-Східній Азії, Папуа-Новій Гвінеї та Австралії.

## Опис
Суматранська чапля — великий птах, довжина його тіла становить 100—110 см, маса 1300—2600 г, а розмах крил сягає до 190 см. Має темно-сіре забарвлення голови, шиї та тіла, тьмяно-сірі ноги та тьмяно-білуваті груди. У період розмноження на шиї та спині з'являється сріблясто-сіре пір'я, а молоді особини мають іржаво-коричневе оперення.

## Поширення та середовище існування
Вид поширений уздовж узбережжя, від Бірми через острови Південно-Східної Азії до Папуа-Нової Гвінеї та Австралії. Мешкає у прибережних лісах, мангрових заростях та зонах припливу, віддаючи перевагу місцям з достатньою кількістю укриттів.

## Розмноження
Гніздиться поодинці або в групах з іншими видами водоплавних птахів. Гніздування відбувається навесні та влітку. У мангрових заростях будує велике гніздо діаметром до 1,3 метра. У кладці, як правило, одне або два матових яйця блакитно-сірого або зеленого кольору.

## Живлення
Основу раціону становить риба, а також різноманітні водні тварини. Полює поблизу мангрових лісів та інших прибережних територій.

## Загрози
Основним фактором, що впливає на популяцію, є знищення мангрових лісів через рекультивацію земель для розвитку інфраструктури.